# Ben van Dael
Ben van Dael (Swalmen, 3 marzo 1965) è un allenatore di calcio e dirigente sportivo olandese.